# ウツロギ峠

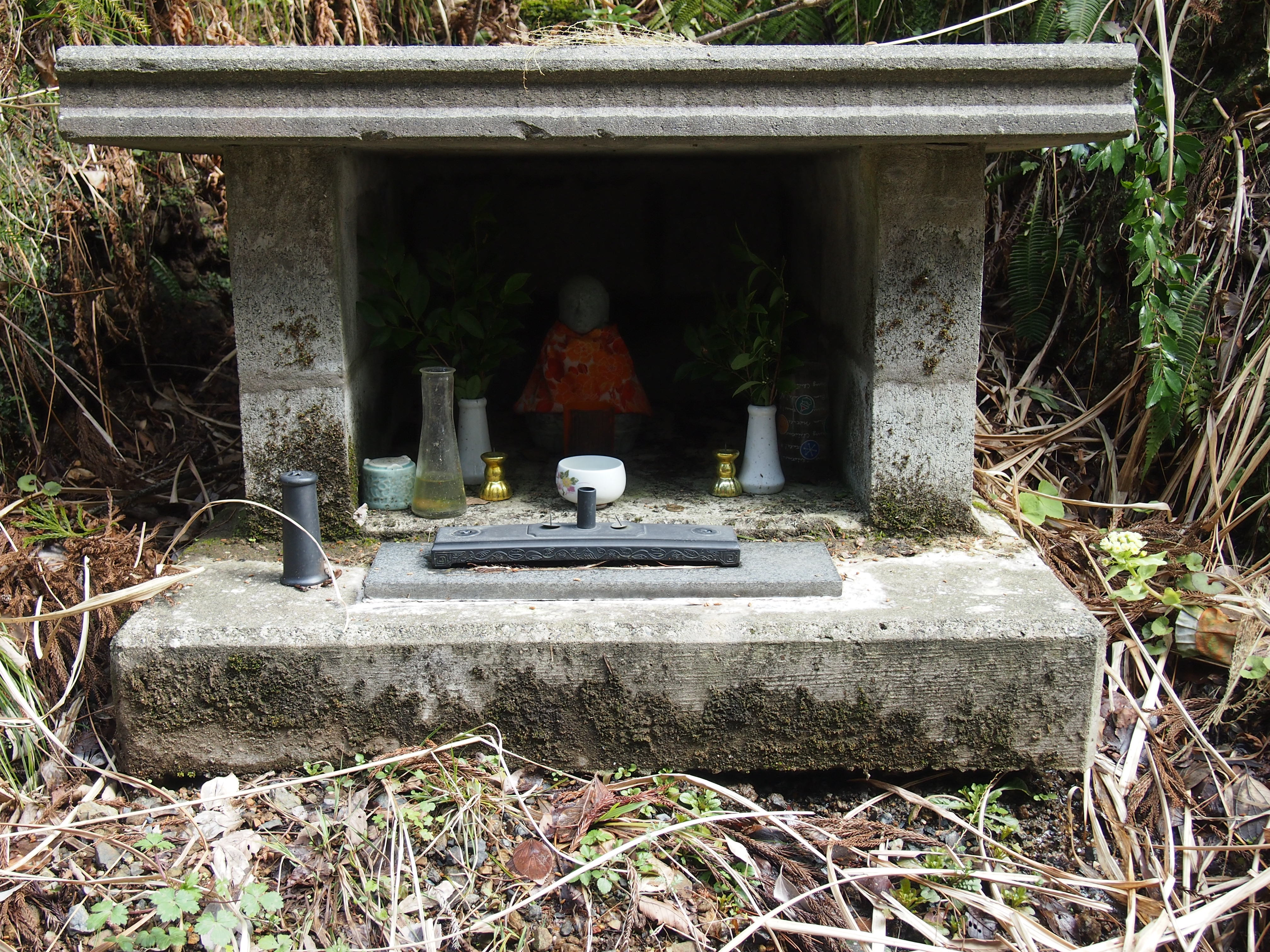
ウツロギ峠のお地蔵様

ウツロギ峠（ウツロギとうげ）は、福井県敦賀市内の福井県道209号五幡新保停車場線の分断区間上にある峠である。標高は170m。

## 概要
福井県道209号は分断県道であり、このウツロギ峠附近は県道に指定されていない。しかし端点から先の道路上にあり、将来的に道が改善され車両の通行が可能になった際はこの区間も県道指定されるものと思われる。標高は高くは無く勾配もきつくないので、万葉集にも詠まれたこの地を歴史探訪をする人も見られる。山中峠や木ノ芽峠のあるこの附近は歴史的にも関所や難所が多く見られるため、ハイカーがよく訪れる場所である。

## 名前の由来
峠附近にかつて杉の大木があり、大きな洞が開いており、その様を「空ろ木」と呼んだことからその名がついたという伝承がある。

## 道路状況
県道209号の起点である五幡交叉点が非常に狭路であり、車両での通行は困難である。また2007年現在、峠を新保側に少し越えた辺りで敦賀市土木事務所により通行止めのゲートが設置されている。徒歩で越えることは可能ではあるが、路肩が崩壊している箇所もあり、注意が必要である。標高や勾配よりも道自体の未整備のほうが問題の峠である。